# Mikrokosmek

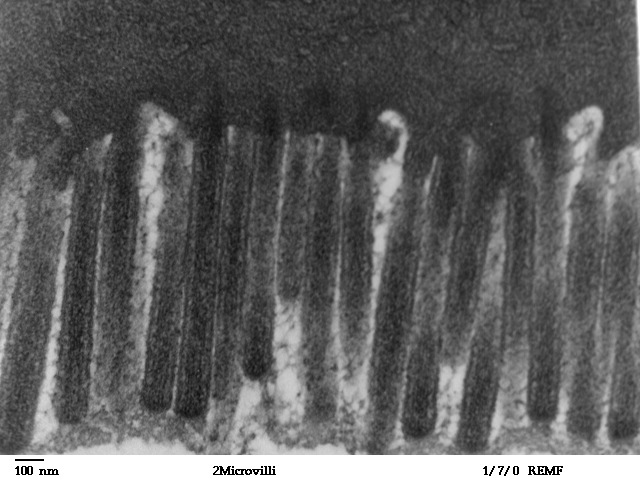
Enterocyty z mikrokosmkami

Mikrokosmek – palcowata, cytoplazmatyczna wypustka (sfałdowanie błony komórkowej) występująca na wolnej powierzchni niektórych komórek zwierzęcych. Najliczniejsze są w enterocytach (tzw. rąbek oskórkowy lub rąbek prążkowaty) oraz w nabłonku kanalika proksymalnego (tzw. rąbek szczoteczkowy lub brzeżek szczoteczkowy). Długość mikrokosmków wynosi zwykle 0,5–2 µm, natomiast średnica 0,1 µm. W ich wnętrzu znajduje się pęczek mikrofilamentów.